# خوسيه فيلانويفا (لاعب كرة قدم)
خوسيه فيلانويفا (بالإسبانية: José Antonio Villanueva Muñoz)‏ هو لاعب كرة قدم إسباني في مركز نصف الجناح، ولد في 16 أغسطس 1985 في قرطاجنة في إسبانيا. لعب مع نادي أوريويلا ونادي الوصل ونادي قرطاجنة.

## وصلات خارجية
- خوسيه فيلانويفا على موقع إي إس بي إن إف سي (الإنجليزية)
- خوسيه فيلانويفا على موقع قاعدة بيانات كرة القدم.إي يو (الإنجليزية)
- خوسيه فيلانويفا على موقع Soccerway.com (الإنجليزية)
- خوسيه فيلانويفا على موقع عالم كرة القدم.نت (الإنجليزية)